# Hausen (Arnstadt)
Hausen is een klein dorp in de Ilm-Kreis in de Duitse deelstaat Thüringen.

## Geschiedenis
Het dorp wordt voor het eerst vermeld in een oorkonde uit 932.
Hausen werd in 1963 toegevoegd aan de gemeente Marlishausen. In 1994 werd die gemeente deel van de toen gevormde gemeente Wipfratal, die op 1 januari 2019 opging in de gemeente Arnstadt.
Angelhausen-Oberndorf · Arnstadt · Branchewinda · Dannheim · Dosdorf · Espenfeld · Ettischleben · Görbitzhausen · Hausen · Kettmannshausen · Marlishausen · Neuroda · Reinsfeld · Roda · Rudisleben · Schmerfeld · Siegelbach · Wipfra